# Neuropsichiatria
La neuropsichiatria è la branca della medicina che ha a che fare con le attività neuropsichiche.
Essa è diventata una sottospecialità della psichiatria ed è anche strettamente legata al campo della neurologia comportamentale, che, a sua volta, è una sottospecialità della neurologia, la quale affronta i problemi clinici di cognizione e patologie del sistema nervoso centrale causati da lesioni cerebrali o da malattie del cervello.
Il medico specializzato in neuropsichiatria si chiama neuropsichiatra.

## Italia
In Italia la specializzazione quadriennale in neuropsichiatria non esiste più, essendo stata scissa in psichiatria e neurologia. Per abitudine il medico corrispondente è tuttora chiamato neuropsichiatra. Esiste, invece, la specializzazione quadriennale in neuropsichiatria infantile, unicamente rivolta ai minori di diciotto anni.